# Bulge

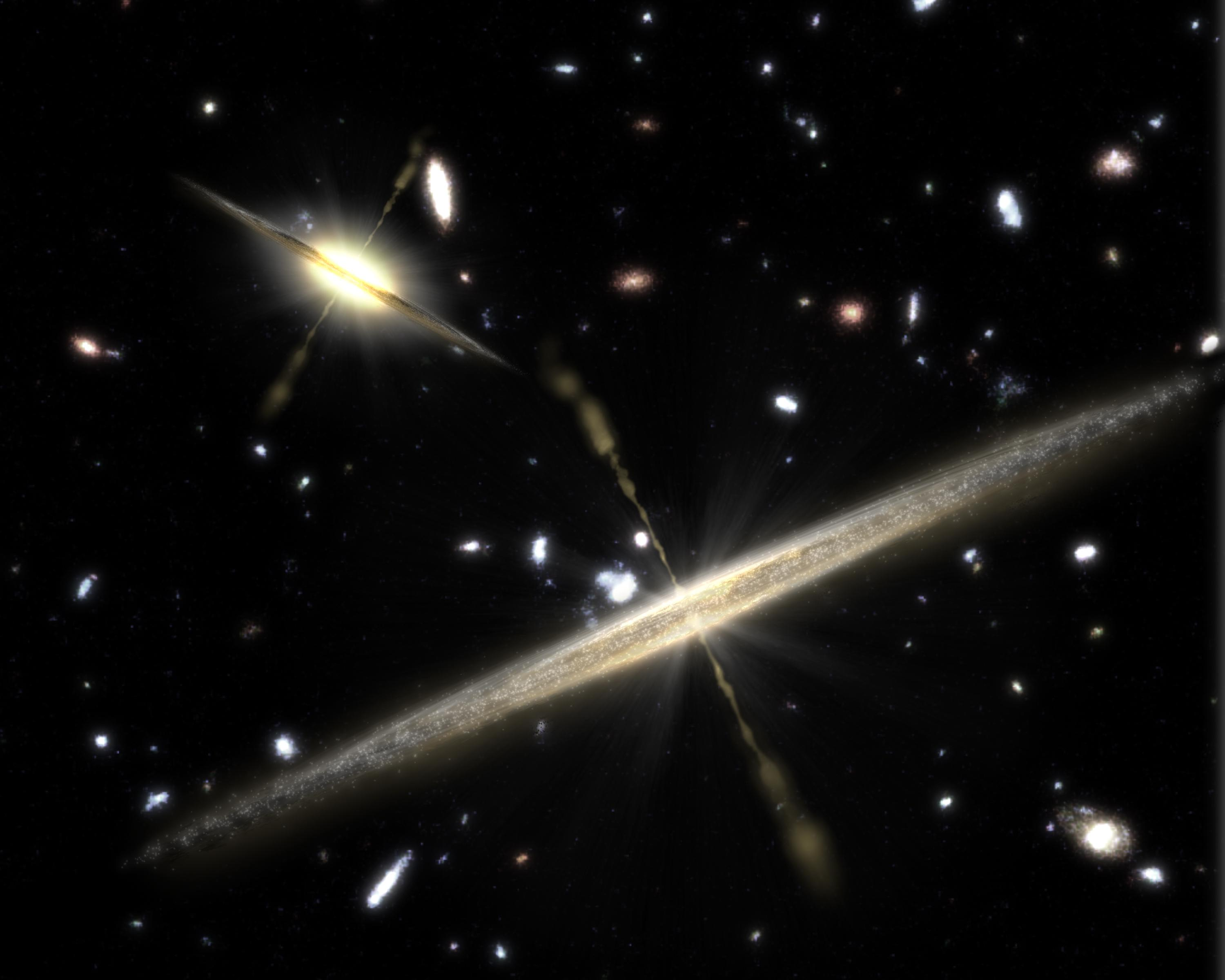
Voorstelling van sterrenstelsels met (linksboven) en zonder bulge

Een bulge is in de astronomie het gebied met grote sterdichtheid in het centrale deel van een sterrenstelsel. Meestal wordt hiermee het centrale gebied in een spiraalvormig sterrenstelsel bedoeld. Oorspronkelijk werd gedacht dat een bulge een elliptisch sterrenstelsel was met eromheen een schijf van sterren.
Waarnemingen met hoge resolutie met de Ruimtetelescoop Hubble hebben laten zien dat daarnaast vele andere bulges eigenschappen hebben die lijken op die van spiraalvormige sterrenstelsels. 

## Klassieke bulges

Messier 81, een sterrenstelsel met een klassieke bulge in het centrum. De spiraalstructuur begint aan de rand van de bulge.

Bulges met eigenschappen van elliptische sterrenstelsels worden vaak klassieke bulges genoemd. Deze bulges bestaan voornamelijk uit oudere Populatie II sterren en hebben daardoor een roodachtige kleur. Deze sterren bewegen binnen de bulge op een willekeurige manier ten opzichte van het vlak van het sterrenstelsel, en daardoor is de vorm van de bulge sferisch. Door het ontbreken van interstellaire materie en interstellair stof is er bijna geen stervorming in bulges. De lichtverdeling in bulges wordt beschreven door de wet van de Vaucouleurs.
Er wordt gedacht dat klassieke bulges het resultaat zijn van botsingen van kleinere sterrenstelsels. Deze botsingen verstoren de bewegingen van de sterren, en daardoor worden deze bewegingen in de bulge willekeurig. Bij het versmelten van sterrenstelsels is het ook waarschijnlijker dat gaswolken door stervorming aangezet door schokgolven omgezet worden in sterren.
Sommige van deze verder klassieke bulges zijn niet sferisch, maar worden box- and peanut-shaped bulge genoemd wegens hun vorm.

## Schijfachtige bulges

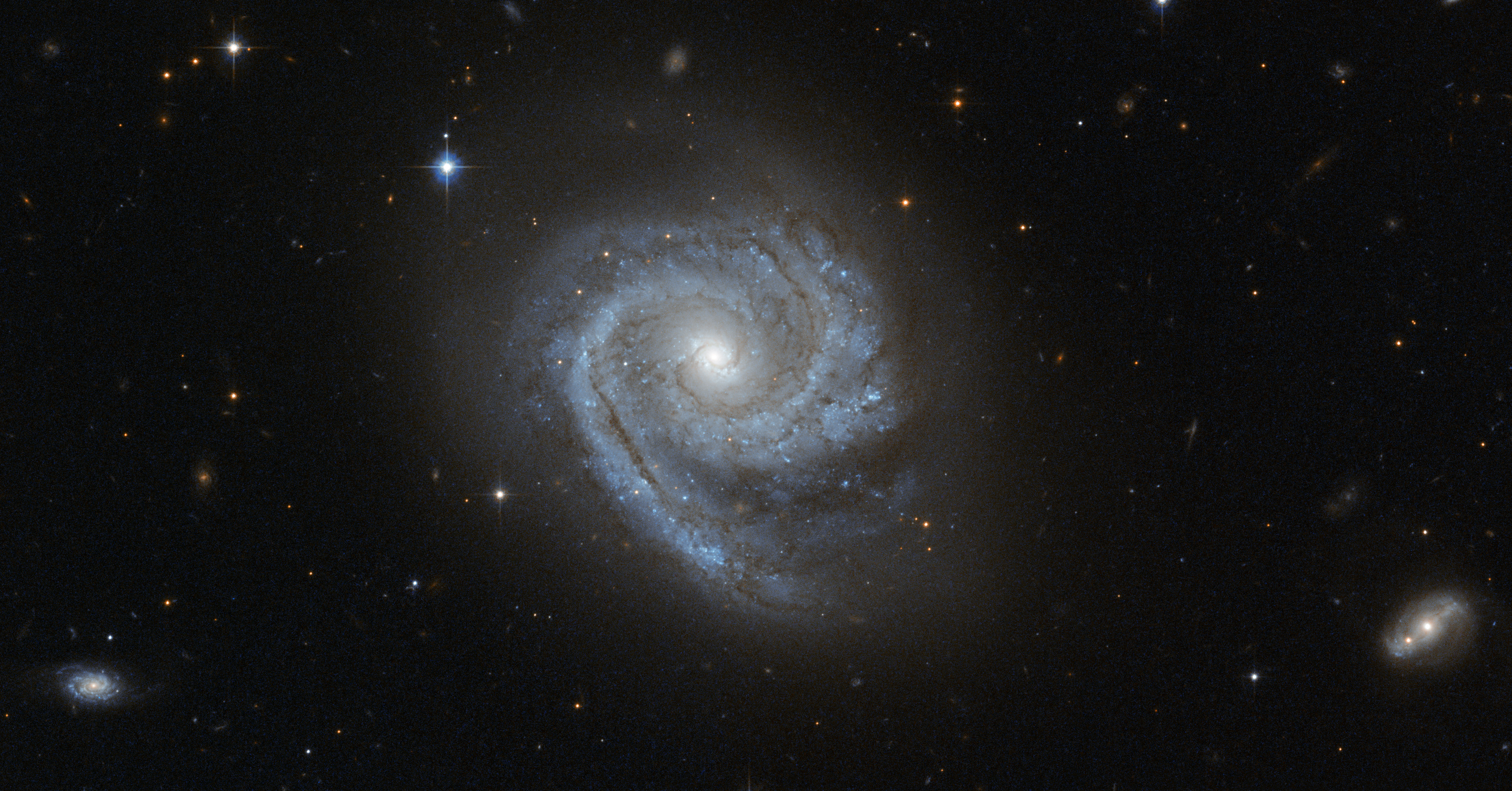
De duidelijk spiraalachtige bulge van sterrenstelsels zoals ESO 498-G5 worden vaak schijfachtige (disk-like) bulges, of pseudobulges genoemd.

Veel bulges hebben eigenschappen die dichter bij die van spiraalvormige sterrenstelsels liggen dan bij die van elliptische sterrenstelsels. Deze bulges worden vaak pseudobulges of schijfachtige bulges (disky-bulges) genoemd. Deze bulges bevatten sterren die niet willekeurig bewegen, maar omloopbanen hebben die in hetzelfde vlak liggen als de schijf van het sterrenstelsel. Dit in tegenstelling tot elliptische sterrenstelsels.
Waarnemingen met de Hubble ruimtetelescoop van zulke bulges laten zien dat deze bulges stof bevatten met een gevarieerde complexe structuur die lijkt op een spiraalvormig sterrenstelsel, maar veel kleiner is (2 tot 100 maal kleiner). Zulke centrale spiralen domineren dan het licht van de bulge waarin ze zich bevinden. De hoeveelheid stervorming in pseudobulges is vergelijkbaar met die in de schijf van spiraalvormige sterrenstelsels. Soms bevatten deze bulges een centrale ring waarin de hoeveelheid stervorming per oppervlakte-eenheid veel groter is dan die in de buitenste schijf, zoals in NGC 4314 (links).
Deze eigenschappen, zoals de spiraalstructuur en de jonge sterren suggereren dat deze bulges niet gevormd worden door hetzelfde proces als elliptische sterrenstelsels en klassieke bulges, maar het precieze mechanisme waardoor ze gevormd worden is nog niet goed bekend. Het is mogelijk dat pseudobulges het resultaat zijn van de versmelting (merging) van extreem gasrijke sterrenstelsels en minder lang geleden (minder dan 5 miljard jaar) dan de versmelting van sterrenstelsels die resulteerden in de vorming van klassieke bulges. Het is echter onwaarschijnlijk dat de schijven deze samensmelting zullen overleven, waardoor dit scenario betwijfeld wordt.

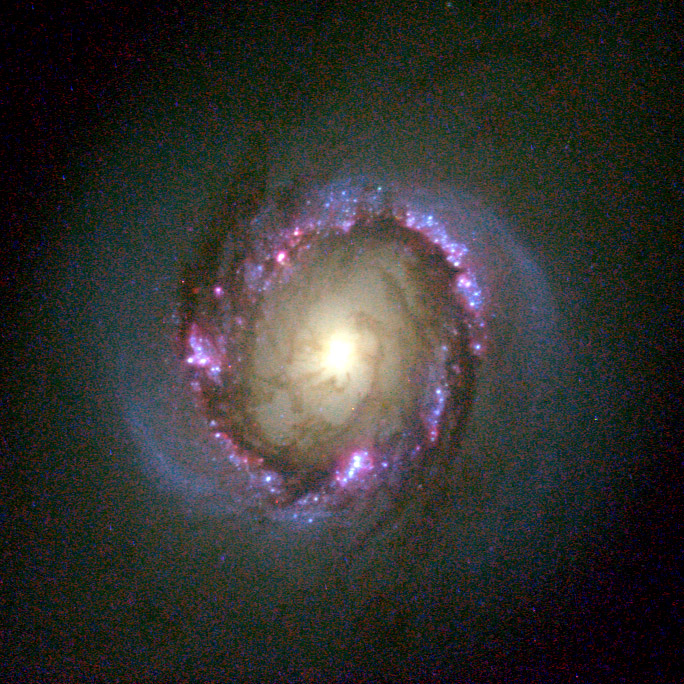
Een afbeelding verkregen met de Hubble-ruimtetelescoop van het centrale gebied van NGC 4314, een sterrenstelsel met een centrale ring met stervorming.

Veel astronomen suggereren dat pseudobulges intern uit de schijf van de sterrenstelsels worden gevormd, en niet door een samensmelting van sterrenstelsels. Niet-verstoorde spiraalvormige sterrenstelsels kunnen hun sterren en gas herordenen ten gevolge van instabiliteiten. De resultaten van dit proces (wat seculaire evolutie wordt genoemd) worden vaak waargenomen in spiraalvormige sterrenstelsels: spiraalarmen en galactische balken zijn het resultaat van seculaire evolutie van galactische schijven. Seculaire evolutie zal ook gas en sterren naar het centrum van een sterrenstelsel transporteren. Als dit gebeurt, verhoogt dit de dichtheid in het centrum van een sterrenstelsel en veroorzaakt een bulge die de eigenschappen heeft van een schijfvormig sterrenstelsel.
Als seculaire evolutie verantwoordelijk is voor de vorming van een significant deel van de bulges betekent dit dat veel sterrenstelsels niet het resultaat zijn van samensmeltingen van sterrenstelsels. Dit in tegenstelling tot bepaalde modellen van de vorming en evolutie van sterrenstelsels die voorspellen dat veel samensmeltingen hebben plaatsgevonden tijdens de laatste paar miljard jaar.  
Er wordt gedacht dat de meeste bulges in spiraalvormige en in elliptische sterrenstelsels een superzwaar zwart gat bevatten in hun centrum. De massa's van de zwarte gaten laten een nauwe correlatie zien met de eigenschappen van de bulge, zoals de M-sigmarelatie tussen de massa van het zwarte gat en de snelheidsdispersie van de sterren in de bulge.
Tot voor kort werd gedacht dat er geen supermassieve zwarte gaten zijn zonder omringende bulge, maar zulke zwarte gaten zijn nu wel waargenomen.